# Mastira bitaeniata
Mastira bitaeniata là một loài nhện trong họ Thomisidae.
Loài này thuộc chi Mastira. Mastira bitaeniata được Tord Tamerlan Teodor Thorell miêu tả năm 1878.